# Церква Покрови Пресвятої Богородиці (Гораймівка)
Церква Покрови Пресвятої Богородиці — чинна мурована парафіяльна церква у селі Гораймівка Луцького району Волинської області. Парафія належить до Луцького районного деканату Волинської єпархії Православної церкви України. Престольне свято на Покрова Пресвятої Богородиці.

## Історія
Про церкву у селі Гораймівка вперше згадується у 1878 році. У 1916 році, під час Першої світової війни, ця дерев'яна церква згоріла. 1931 року селяни збудували нову дерев'яну церкву. У часи радянської окупації церкву закрили, а згодом і розібрали. 
У 1990 році селяни почали споруджувати нову муровану церкву, будівництво якої завершили у 1992 році. 17 жовтня 1993 року церкву на честь Покрова Пресвятої Богородиці було освячено. 

### Перехід з УПЦ МП до ПЦУ
13 квітня 2022 року на зборах парафіян було прийнято рішення про перехід у лоно Православної Церкви України. За це рішення проголосувало 188 парафіян з 237 присутніх. Проте священник не підтримав рішення більшості своїх парафіян. 
Парафіяни звернулися з проханням прийняти їх у лоно ПЦУ до Управління єпархії ПЦУ, і митрополит Луцький та Волинський Михаїл задовольнив їхнє прохання.